# Czubatka europejska
Czubatka europejska, czubatka, sikora czubatka, sikora czubata (Lophophanes cristatus) – gatunek niewielkiego ptaka z rodziny sikor (Paridae), zamieszkujący Europę oraz skrawek zachodniej Azji na wschód od Uralu. Nie jest zagrożony.

## Systematyka
Zwykle wyróżnia się 7 podgatunków L. cristatus:
- L. cristatus scoticus – północno-środkowa Szkocja.
- L. cristatus abadiei – zachodnia Francja.
- L. cristatus weigoldi – zachodni i południowy Półwysep Iberyjski.
- L. cristatus cristatus – północna i wschodnia Europa do Karpat.
- L. cristatus baschkirikus – południowo-zachodni i środkowy Ural.
- L. cristatus mitratus – środkowa Europa do północno-wschodniej Hiszpanii, Alp i północnych Bałkanów.
- L. cristatus bureschi – Albania do Bułgarii i Grecji.

## Występowanie
Czubatka zamieszkuje większość kontynentu europejskiego, oprócz Irlandii, południowych obszarów Wielkiej Brytanii, północnej Skandynawii, Włoch, południowej Grecji i Europy Południowo-Wschodniej. Można ją spotkać od Portugalii, Hiszpanii, Francji i Szkocji aż po obszary leżące na wschód od Uralu. Typowo osiadły, ale niekiedy odbywa wędrówki na niewielkie odległości, koczując stadami wspólnie z innymi sikorami.
W Polsce średnio liczny ptak lęgowy na terenie całego kraju (lokalnie na terenach ubogich w drzewa iglaste to ptak nieliczny lub bardzo nieliczny), w górach dochodzi do górnej granicy lasu. Pozostaje na zimę, nie wędruje, co sprzyja rzadkiej u wróblowatych monogamii. W Polsce występują dwa podgatunki czubatki – na zachodzie spotyka się L. cristatus mitratus o nieco dłuższym dziobie i rdzawym nalocie na kuprze, a na wschodzie L. cristatus cristatus o bardziej szarym upierzeniu i wyraźniejszych barwach na głowie.

## Charakterystyka

### Cechy gatunku
Oba osobniki ubarwione jednakowo, dość pospolicie, ale charakterystycznie. Na głowie charakterystyczny, sterczący i zaostrzony czarno-biały czubek (zbudowany z biało obrzeżonych piór). Na głowie widnieje niepowtarzalny czarno-biały rysunek. Policzki białe z czarną kreską i białymi obrączkami, na podgardlu szeroki czarny śliniak. Wierzch ciała beżowobrązowy, skrzydła i ogon szarobrązowe, brązowawy bok ciała. Spód jaśniejszy, beżowo-biały. Tęczówki oczu są brązowe. Płeć rozpoznać można po stosunku białej i czarnej barwy na czubku głowy oraz jego kształcie. U samicy czubek jest mniejszy niż u samca i mniej kontrastowo ubarwiony. Różnice te jednak nie są wyraźnie widoczne. Zaczątki ozdoby na głowie pojawiają się u młodych osobników bardzo wcześnie, tzn. gdy tylko zaczynają się pierzyć. Osobniki młodociane mają czubek jednak wyraźnie mniejszy.

### Zachowanie
Najchętniej przebywa wśród gałęzi i zdradza swą obecność śpiewem. Choć dość licznie występuje w borach, to nie jest zbyt dobrze znana ze względu na stałe przebywanie w koronach iglastych drzew. Czubatki są nieco mniejsze od wróbla domowego, ale dorównują wielkością modraszkom. To bardzo ruchliwe i niepłochliwe ptaki, choć są mniej towarzyskie niż inne sikory. Zwykle nie kryje się przed człowiekiem. Po okresie lęgowym tworzy liczące nawet kilkadziesiąt osobników stada. Zimą przyłącza się do innych gatunków sikor, dzięciołów, mysikrólików, kowalików i pełzaczy i tworzy stada mieszane szukające razem pokarmu i wzajemnie się ostrzegające przed drapieżnikami.

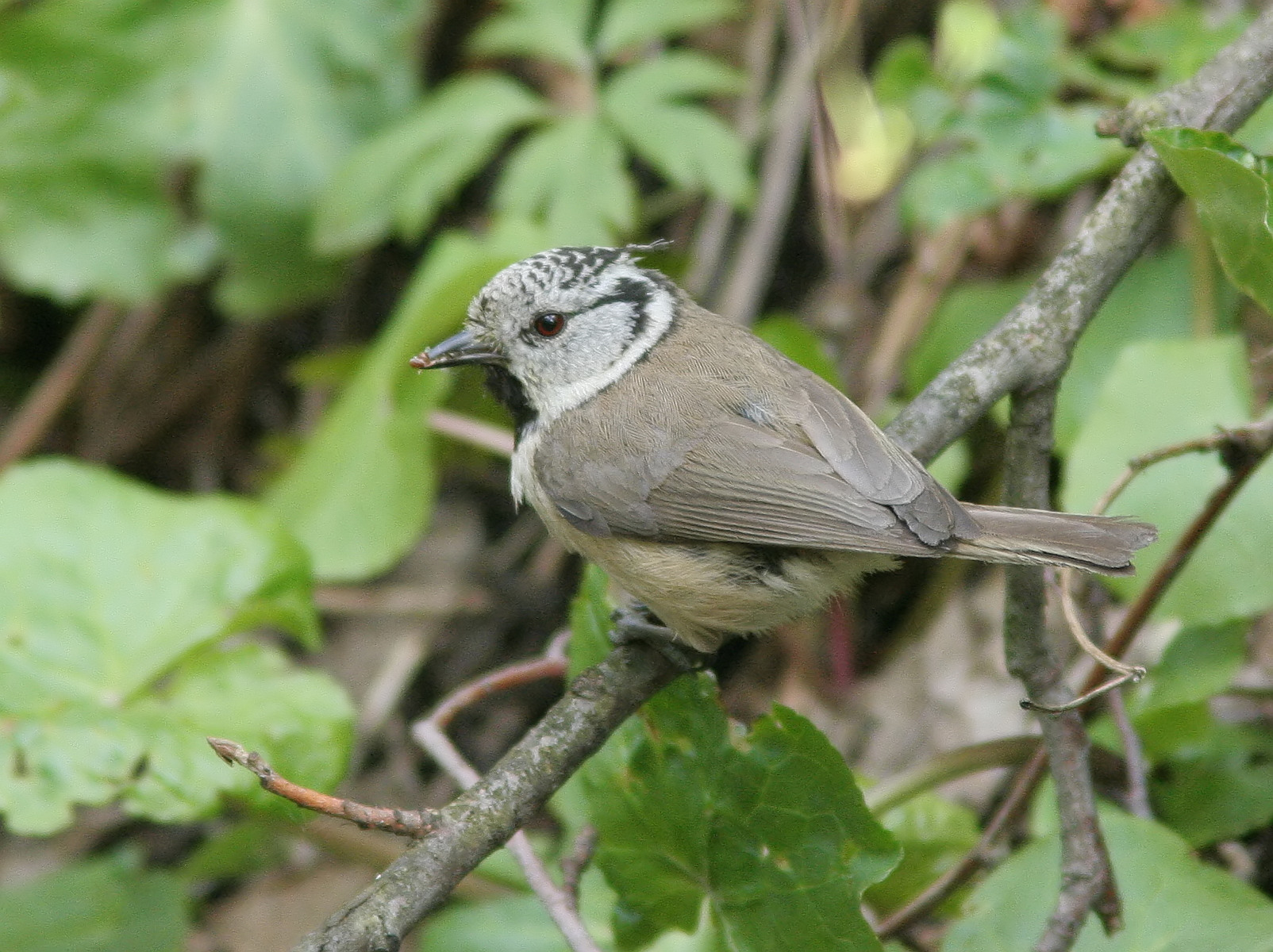
Czubatki zwracają na siebie uwagę czarno-białym rysunkiem na głowie

Sikora czubatka żyje przeciętnie 5 lat, choć gdy środowisko jest dla niej sprzyjające, pojedyncze osobniki dożywają nawet do 10 lub 12 lat.

### Wymiary średnie
długość ciała: 11,5–12 cm
rozpiętość skrzydeł: 20 cm

### Masa ciała
9,7–15,8 g

### Głos
Intensywniejszy śpiew wydają w okresie godowym, poza nim jest cichszy i niewyraźny. Słychać wtedy specyficzne ćwierkanie przeplatane przez samca niewyraźną prostą melodią. O jej obecności świadczy wabiące, dźwięczne, gardłowe „ci ce gjurr” lub wysokie „si si”. Strofa ta jest wielokrotnie powtarzana „tsi gjur”. W rytm wibrującego nawoływania czubek na głowie podnosi się i opada.

## Biotop

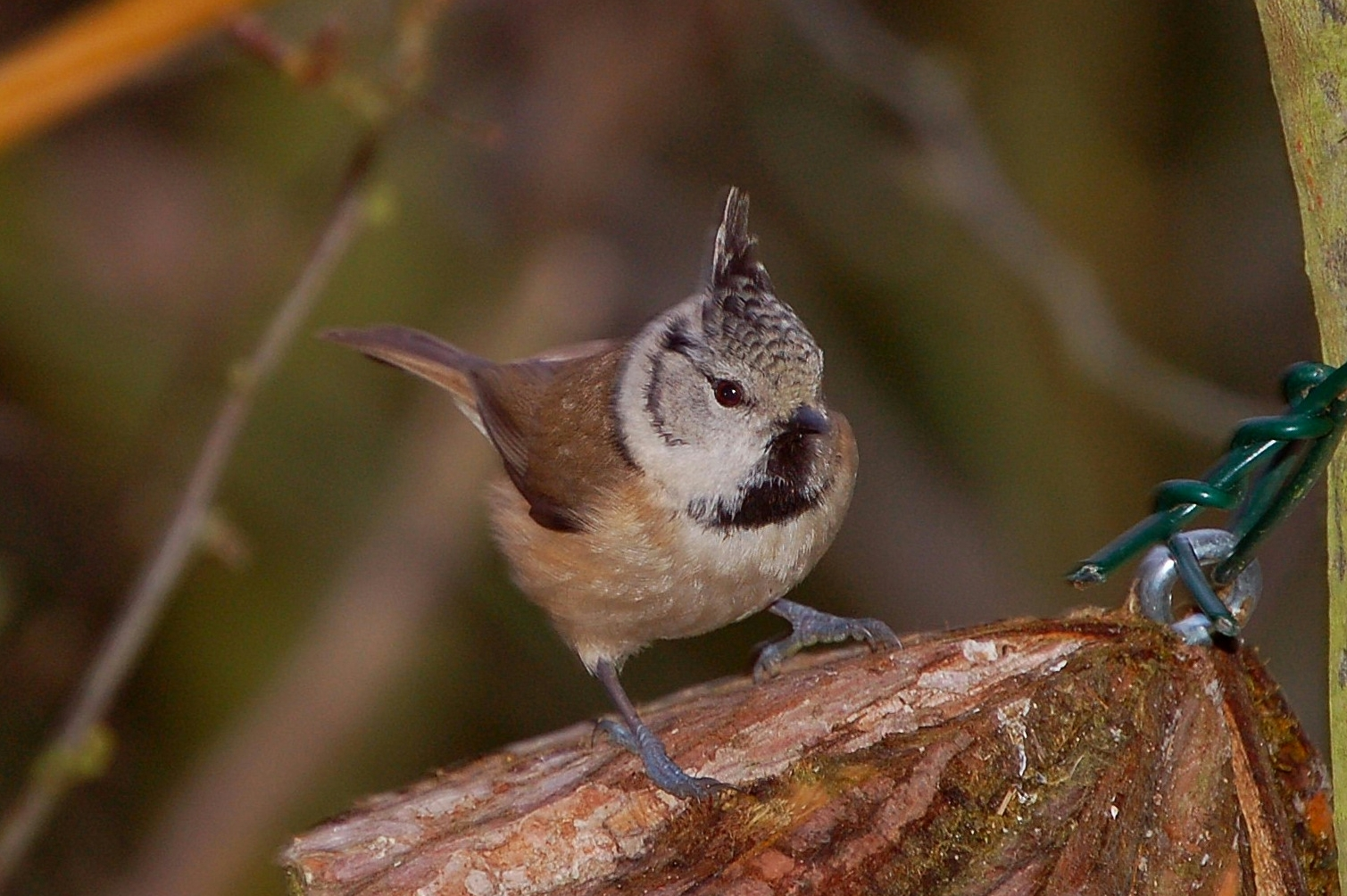
Zimą sikory czubatki wyjątkowo odwiedzają karmniki.

Związana z drzewami iglastymi, preferując głębsze partie starych borów sosnowych i świerkowych (niekiedy również jodłowe), ale może zamieszkiwać też lasy mieszane, choć musi tam rosnąć odpowiednia liczba drzew iglastych i martwych (dla wykucia dziupli). Częściej spotykana w głębi zwartych kompleksów leśnych niż na ich obrzeżach. W okresie lęgowym tylko wyjątkowo opuszcza zwarte bory świerkowe lub sosnowe i rzadko występuje poza obszarami leśnymi. Widuje ją się czasem też w parkach, na cmentarzach z grupami drzew i ogrodach z dużą liczbą drzew lub krzewów iglastych. Podobnie jak w przypadku innych ptaków powiązanych ze świerkami, areał czubatki poszerzył się o wtórne monokultury świerkowe. Gnieździć może się również w niżej położonych obszarach, gdzie wcześniej nie znajdowała odpowiednich warunków do życia. Zasiedliła też nowe tereny północnej i zachodniej Europy. Na południu Europy zamieszkuje również lasy dębów korkowych.
Swoim terenom lęgowym jest wierna cały rok i nawet populacje północne nie wykazują znaczniejszych wędrówek zimą (stwierdzono to w oparciu o dane z obrączkowania). Również młodociane osobniki nie oddalają się za daleko od rodziców i w kolejnym roku starają się założyć gniazdo jak najbliżej nich.

## Okres lęgowy

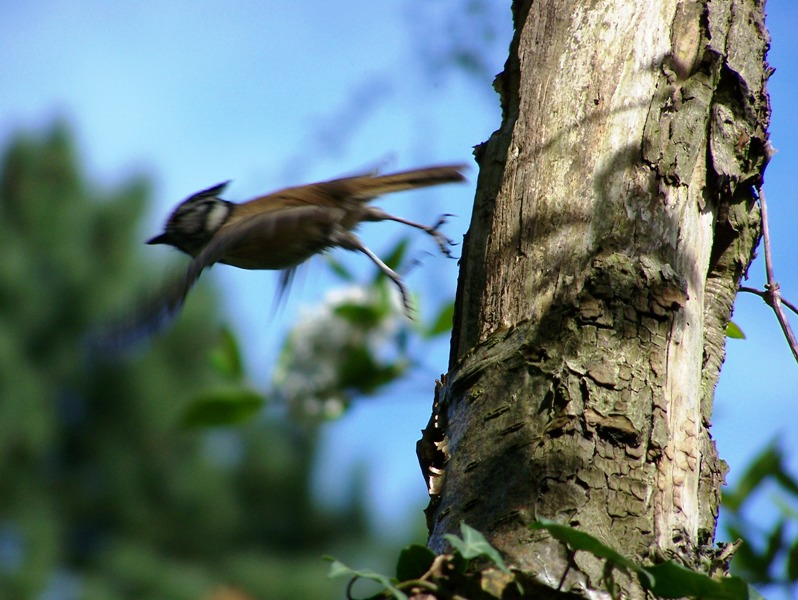
Czubatki zamieszkują iglaste drzewostany z próchniejącymi lub martwymi drzewami, gdzie mogą wykuć dziuplę

### Toki
Tworzone pary są monogamiczne, co jest dość rzadko spotykane u ptaków, a już szczególnie u tych małych. Para łączy się na całe życie, a wierności pomaga osiadły tryb życia. Gdy partnerzy wybiorą raz swoje terytorium, stale w nim przebywają, a gdy jest wystarczająco zasobne w pokarm, mogą w ogóle nie wylatywać poza jego granice. Rewir pary lęgowej ma zwykle powierzchnię, w zależności od znajdującego się tam pożywienia, od 5 do 30 ha.

### Gniazdo
Sikora czubatka jest dziuplakiem. Lęgnie się w samodzielnie wydrążonej dziupli w mocno spróchniałym, zmurszałym drewnie o wąskim (2,5–3 cm średnicy) otworze na wysokości do 1,5 m nad ziemią (podobnie zatem jak u innych sikor) lub w szczelinach w drzewie, pniach i jamach pod korzeniami. Samica może kuć dziuplę od nowa albo poszerzać już istniejącą lukę w drewnie. Co roku drąży nową dziuplę w spróchniałym pniu. W skrzynkach lęgowych, znajdujących się w jej środowisku naturalnym, gnieździ się rzadko. Notuje się też gnieżdżenie w gniazdach ptaków drapieżnych, wiewiórek i strzyżyków. Materiałem, z którego składa się konstrukcja lęgowa, są mech, porosty, trawa, łyko, a wyściółkę stanowi wełna, sierść i pajęczyna. Zwykle nie znajduje się tam piór.

### Jaja

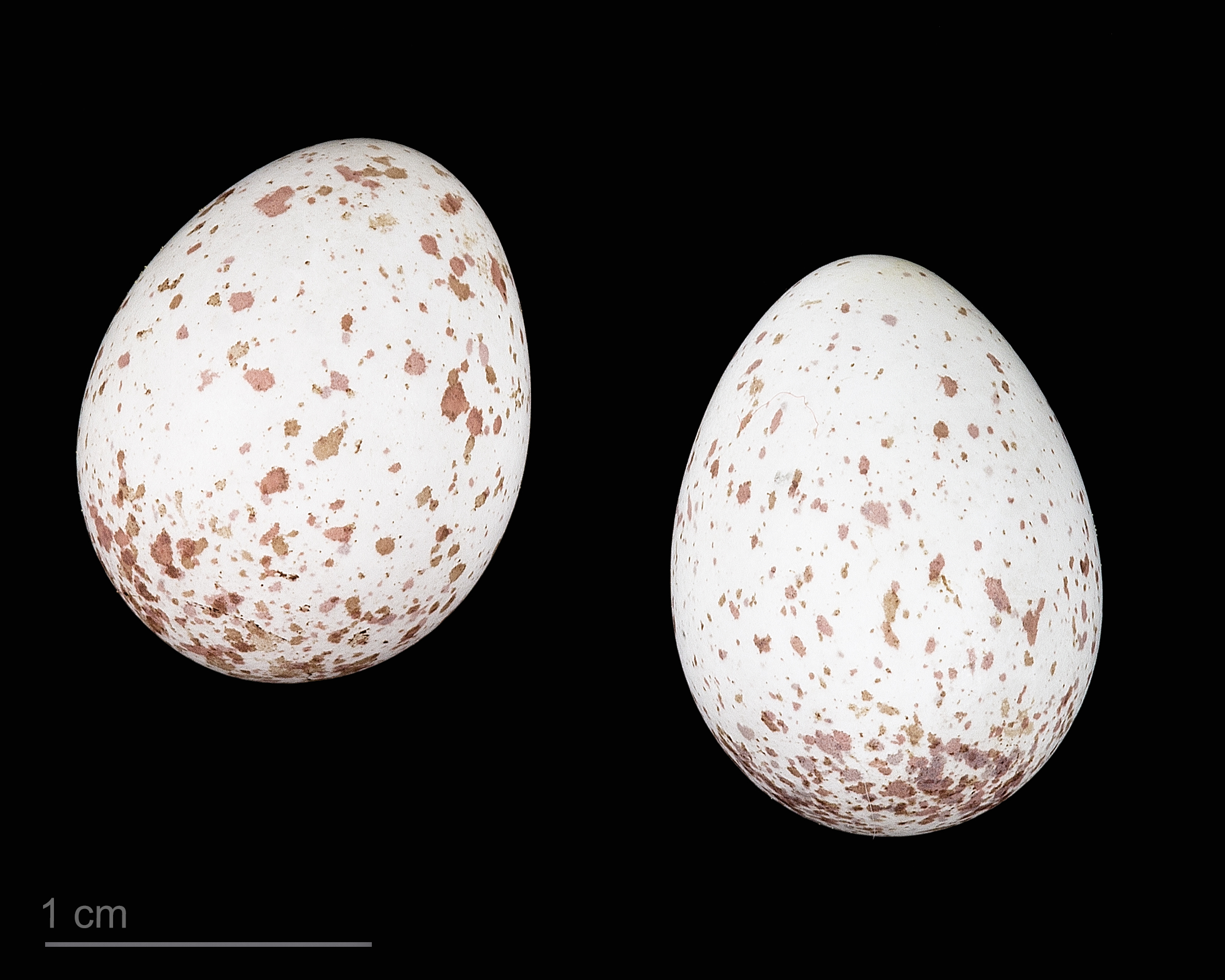
Jaja czubatki

2 lęgi w roku w korzystnych latach, zwłaszcza na południu – przeciętnie jeden, w zniesieniu 5–6, a wyjątkowo 7 jaj (to najmniej wśród sikor), podobnych do jaj czarnogłówki, o średnich wymiarach 12 × 16 mm, o białym tle z rdzawoczerwonymi, dosyć gęstymi plamkami i wyraźnym połyskiem.

### Wysiadywanie, pisklęta
Od złożenia przedostatniego jaja trwa ok. 15–18 dni i zajmuje się nim tylko samica. W tym okresie jej partner ją karmi. Młode, gniazdowniki, opuszczają dziuplę po 20–22 dniach. Do tego czasu jednak karmią je oboje rodzice. Zaraz po wykluciu młode są nagie i ślepe, stąd dość długie przebywanie w gnieździe. Dokarmianie trwa nawet po wylocie potomstwa.

## Pożywienie

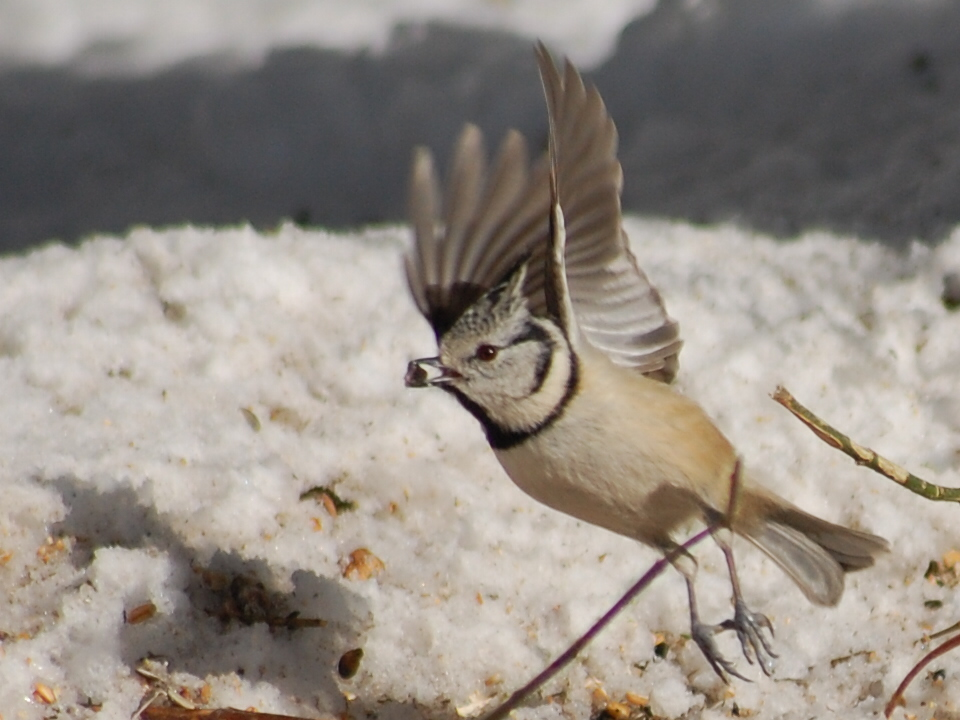
Pozostające na zimę czubatki częściej spożywają wtedy pokarm roślinny

Wyłącznie owady, ich larwy i inne stadia rozwojowe (jaja, poczwarki), pająki oraz inne bezkręgowce chwytane w trakcie sezonu wegetacyjnego. Zimą może chętnie odwiedzać karmniki wystawiane przez człowieka, ale najliczniej, gdy postawione są na skraju lasu. Poza tym, ze względu na rzadszą możliwość znalezienia pokarmu zwierzęcego jesienią i zimą, odżywiają się nasionami drzew iglastych, głównie sosen, świerka, jałowca i jarzębiny.
Czubatki zbierają pokarm przeważnie ze środkowych i niższych pięter drzewa. Żerują w koronach drzew na cieńszych gałązkach i pomiędzy igłami, rzadziej na pniu czy grubszej gałęzi. Zimą często szuka pożywienia na ziemi i w zaroślach. Podobnie jak inne sikory gromadzi zapasy na zimę, wciskając owady i nasiona w zakamarki kory lub w mech rosnący na drzewach. Unika konkurencji z czarnogłówkami i sosnówkami, jeśli występują z czubatką na tym samym obszarze, szukając pokarmu wyżej na drzewie.

## Status i ochrona
IUCN uznaje czubatkę za gatunek najmniejszej troski (LC, Least Concern) nieprzerwanie od 1988 roku. Organizacja BirdLife International szacowała liczebność populacji europejskiej w 2015 roku na 5 450 000 – 9 810 000 par lęgowych, a ponieważ Europa stanowi ponad 95% zasięgu tego ptaka, światowa populacja lęgowa jest niewiele większa. Globalny trend liczebności populacji uznawany jest za spadkowy.
Na terenie Polski czubatka jest objęta ścisłą ochroną gatunkową. Na Czerwonej liście ptaków Polski została sklasyfikowana jako gatunek najmniejszej troski (LC). Według szacunków Monitoringu Pospolitych Ptaków Lęgowych, w latach 2013–2018 krajowa populacja czubatki liczyła 367–482 tysięcy par lęgowych. Trend liczebności w latach 2000–2016 był wzrostowy.